# Бусько Андрій Васильович
Андрій Васильович Бусько (20 травня 1997, с. Черневе, Мостиський район, Львівська область, Україна) — український футболіст, захисник футбольного клубу «Буковина».

## Біографія
Вихованець львівських «Карпат», за яких у чемпіонаті України ДЮФЛ провів 77 матчів (7 голів). З сезону 2014/15 розпочав виступати за «зелено-білих» у юнацько-молодіжних змаганнях під егідою УПЛ, де до завершення 2019 року зіграв 91 матч (13 голів).
За першу команду «Карпат» дебютував у сезоні 2017/18 у виїзному матчі 3 туру проти київського «Динамо». Влітку 2018 року став гравцем винниківського «Руху», куди перейшов на правах оренди. У першоліговій команді Андрій виступав до кінця року, після чого повернувся до складу «зелених левів». Загалом за основну команду «Карпат» упродовж 2017—2019 років провів 12 офіційних поєдинків, а у складі «Руху» — 13 матчів (1 гол) у всіх турнірах.
У січні 2020-го року Бусько перебрався до ще одного львівського клубу — ФК «Львів», кольори якого захищав протягом трьох сезонів. Всього у складі «синьо-золотих» провів 31 матч у Прем'єр-лізі України та 2 поєдинки (1 гол) у кубку України. Перед стартом сезону 2023/24 Андрій став гравцем харківського «Металіста», за який у першій лізі та кубку зіграв 25 поєдинків, записавши до свого активу дві результативні передачі.
В липні 2024 року підписав контракт із першоліговим футбольним клубом «Буковина».

### Збірна
Влітку 2017 року поїхав у складі студентської збірної України на Універсіаду-2017. В першому матчі проти збірної ПАР він відзначився голом і допоміг збірній перемогти 2:0. Проте у другій грі проти збірної Південної Кореї на 80-й хвилині матчу 20-річний Бусько знепритомнів прямо на полі, але арбітр довго не зупиняв поєдинок. Пізніше Бусько близько 15 хвилин лежав на газоні в оточенні гравців і медиків, оскільки швидка не могла проїхати на стадіон. Після цього українець прийшов до тями і був доставлений в лікарню.